# Cesseville
Cesseville ist eine französische Gemeinde mit 443 Einwohnern (Stand: 1. Januar 2022) im Département Eure in der Region Normandie (vor 2016 Haute-Normandie). Die Gemeinde gehört zum Arrondissement Bernay (bis 2017: Arrondissement Évreux) und zum Kanton Le Neubourg. Die Einwohner werden Cessevillais genannt.

## Geografie
Cesseville liegt in Nordfrankreich etwa 21 Kilometer nordwestlich von Évreux. Umgeben wird Cesseville von den Nachbargemeinden Crestot im Norden und Nordwesten, Criquebeuf-la-Campagne im Osten und Nordosten, Ecquetot im Osten und Südosten, Saint-Aubin-d’Écrosville  und Marbeuf im Süden sowie Iville im Westen.
Im Gemeindegebiet liegt der Flugplatz La Ferme des Moulins. 

## Bevölkerungsentwicklung
| Jahr                       | 1793 | 1851 | 1886 | 1921 | 1962 | 1968 | 1975 | 1982 | 1990 | 1999 | 2006 | 2018 |
| Einwohner                  | 608  | 507  | 324  | 201  | 208  | 188  | 207  | 252  | 323  | 331  | 398  | 474  |
| Quellen: Cassini und INSEE |      |      |      |      |      |      |      |      |      |      |      |      |

## Sehenswürdigkeiten
- Kirche Notre-Dame aus dem 15./16. Jahrhundert, seit 1929 Monument historique

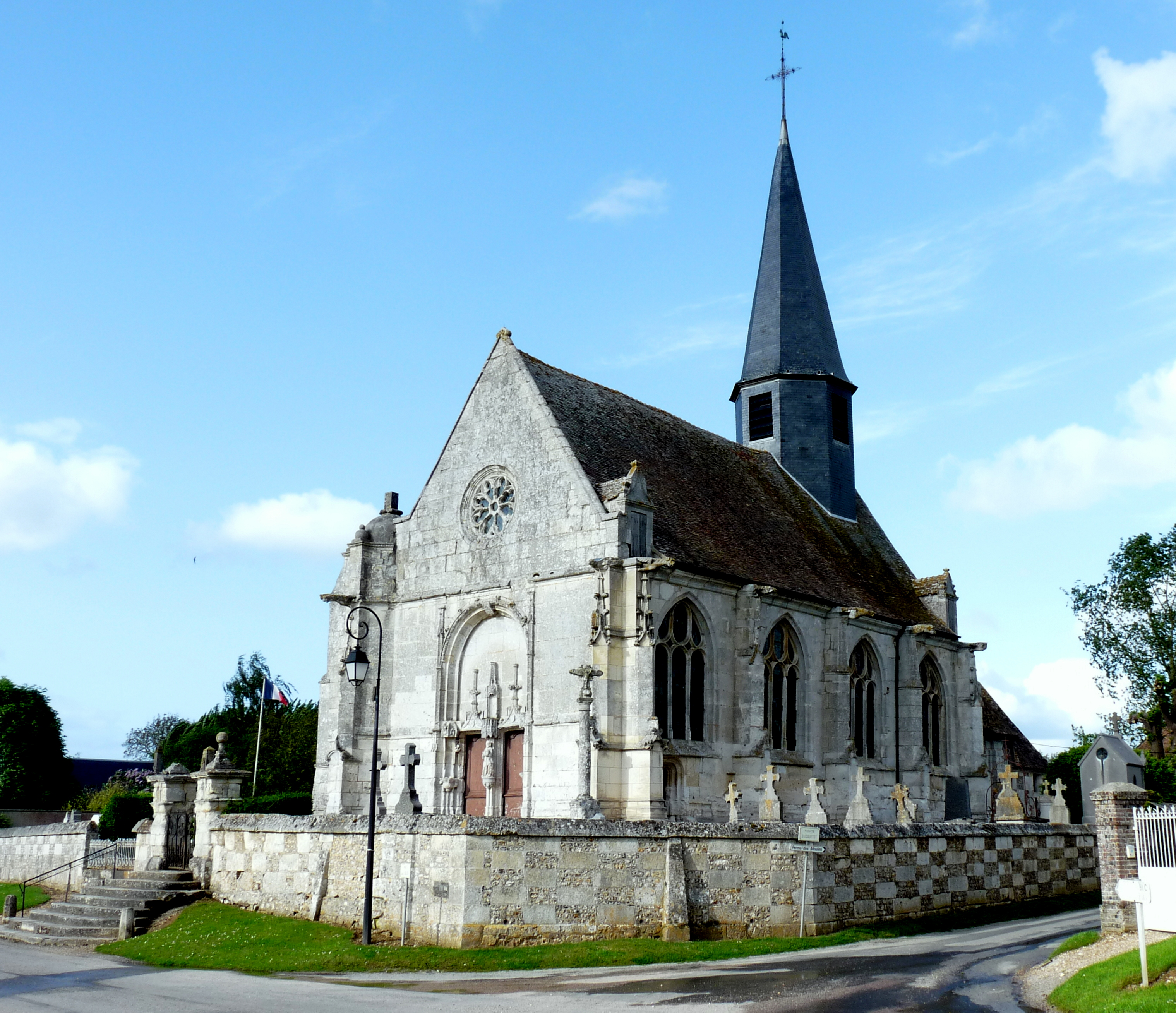
Kirche Notre-Dame